# Kat Graham
Katerina Alexandre Hartford Graham (Genf, 1989. szeptember 5. –) amerikai színésznő, énekes, táncos, modell.
Vokálozott will.i.am I Got It from My Mama című kislemezén, valamint a Coca Cola és a Fanta üdítőitalok reklámjaihoz adta hangját. Televíziós sorozatokban szerepelt: feltűnt a Lizzie McGuire, a Hannah Montana és a Már megint Malcolm epizódjaiban. 2009–2017 között Bonnie Bennett szerepét kapta meg a Vámpírnaplók című sorozatban. 2010-ben Nelly Just a Dream című videóklipjében szerepelt.

## Élete és pályafutása
1989-ben született Genfben, ahol apja ENSZ újságíróként dolgozott. Apja, Joseph Graham libériai származású, anyja, Natasha pedig félig lengyel, félig zsidó származású. A gyermekkorát már Los Angelesben töltötte, héber iskolába járt. Beszél angolul, spanyolul, franciául, valamint kicsit portugálul és héberül. A nagyapja az ENSZ-nagykövete volt a libériai nagykövetségen Svájcban.
Tinédzserkorában modellkedett, és számos videóklipben szerepelt. Akon, Mr. Lonely, a 2010-es Justin Bieber és Usher közös klipjében, a Somebody to Loveban valamint Nelly Just a Dream című videójában.
1998-ban az Apád-anyád idejöjjön! című filmben szerepelt Jackie-ként. A Megint 17-ben Zac Efron-nal közösen tűnt fel. Az átütő sikert a 2009-ben bemutatott Vámpírnaplók hozta, amelyben Bonnie Bennett-et játszotta el. A sorozat sikerén felbuzdulva saját klipeket is bemutatott, kamatoztatva énektudását. 2011-ben mutatták be A szobatárs című horrorfilmet, ebben Alyson Michalkával játszott együtt. Szintén 2011-ben jelent meg a Honey 2. című zenés filmje.

## Filmográfia

### Film
| Év   | Magyar cím                                    | Eredeti cím                                         | Szerep                | Magyar hang        |
| ---- | --------------------------------------------- | --------------------------------------------------- | --------------------- | ------------------ |
| 1998 | Apád-anyád idejöjjön!                         | The Parent Trap                                     | Jackie                |                    |
| 2009 | Megint 17                                     | 17 Again                                            | Jamie                 | Peller Anna        |
| 2009 |                                               | Boogie Town                                         | Ingrid                |                    |
| 2011 | A szobatárs                                   | The Roommate                                        | Kim                   |                    |
| 2011 | Honey 2.                                      | Honey 2                                             | Maria Ramirez         | Bogdányi Titanilla |
| 2011 |                                               | Dance Fu                                            | Chaka                 |                    |
| 2014 |                                               | Addicted                                            | Diamond               |                    |
| 2015 |                                               | Muse (rövidfilm)                                    | Muse                  |                    |
| 2017 |                                               | All Eyez on Me                                      | Jada Pinkett          |                    |
| 2017 |                                               | Where's the Money                                   | Alicia                |                    |
| 2018 |                                               | How It Ends                                         | Samantha              |                    |
| 2018 | Az adventi naptár                             | The Holiday Calendar                                | Abby Sutton           |                    |
| 2019 | Mérgező rózsa                                 | The Poison Rose                                     | Rose                  |                    |
| 2020 |                                               | Cut Throat City                                     | Demyra                |                    |
| 2020 | A császár                                     | Emperor                                             | Delores               |                    |
| 2020 | Karácsonyi hadgyakorlat                       | Operation Christmas Drop                            | Erica Miller          | Bogdányi Titanilla |
| 2022 | A tini nindzsa teknőcök felemelkedése: A film | Rise of the Teenage Mutant Ninja Turtles: The Movie | April O’Neil (hangja) |                    |
| 2022 | Hőség                                         | Heatwave                                            | Claire Valens         | Sánta Annamária    |
| 2022 | Nem várt találkozás                           | Love in the Villa                                   | Julie Hutton          | Lamboni Anna       |
| 2025 |                                               | Michael                                             | Diana Ross            |                    |

### Televízió
| Év        | Magyar cím                            | Eredeti cím                              | Szerep                  | Megjegyzések                               |
| --------- | ------------------------------------- | ---------------------------------------- | ----------------------- | ------------------------------------------ |
| 2002      | Lizzie McGuire                        | Lizzie McGuire                           | csapattag               | 1 epizód                                   |
| 2003      |                                       | Strong Medicine                          | Ashley Collins          | Degeneration                               |
| 2003      | Már megint Malcolm                    | Malcolm in the Middle                    | Val                     | 1 epizód                                   |
| 2004      | Isteni sugallat                       | Joan of Arcadia                          | Angela                  | 1 epizód                                   |
| 2004      |                                       | Like Family                              | lány                    | 1 epizód                                   |
| 2004      | A Sorscsapás család                   | Grounded for Life                        | Laura                   | 1 epizód                                   |
| 2006      | A narancsvidék                        | The O.C.                                 | Kim                     | 1 epizód                                   |
| 2006      | CSI: A helyszínelők                   | CSI: Las Vegas                           | Tisha                   | 1 epizód                                   |
| 2007      | Greek, a szövetség                    | Greek                                    | táncos                  | 1 epizód                                   |
| 2007      |                                       | Hell On Earth                            | Felicia                 | tévéfilm                                   |
| 2008      | Karácsonyi kavarodás                  | Our First Christmas                      | Bernie                  | tévéfilm                                   |
| 2008–2009 | Hannah Montana                        | Hannah Montana                           | Allison                 | 4 epizód                                   |
| 2009–2017 | Vámpírnaplók                          | The Vampire Diaries                      | Bonnie Bennett          | - főszereplő - magyar hangja: - Vadász Bea |
| 2012      | Röhej                                 | Ridiculousness                           | önmaga                  | 1 epizód                                   |
| 2012      |                                       | Oh Sit!                                  | önmaga                  | vetélkedő (1 epizód)                       |
| 2013      | Gordon Ramsay – A pokol konyhája      | Hell's Kitchen                           | önmaga                  | 1 epizód                                   |
| 2013      |                                       | The Show with Vinny                      | önmaga                  | 1 epizód                                   |
| 2014      |                                       | Whose Line Is It Anyway?                 | önmaga                  | vetélkedő (1 epizód)                       |
| 2015      |                                       | Stalker                                  | Christine Harper        | 1 epizód                                   |
| 2018–2020 | A tini nindzsa teknőcök felemelkedése | Rise of the Teenage Mutant Ninja Turtles | April O’Neil (hangja)   | főszereplő                                 |
| 2019      |                                       | Drop the Mic                             | önmaga                  | 1 epizód                                   |
| 2019      | Robotcsirke                           | Robot Chicken                            | Alex (hangja)           | 1 epizód                                   |
| 2020      | Divatosan a tiéd                      | Fashionably Yours                        | Lauren                  | tévéfilm                                   |
| 2020–2021 |                                       | Trolls: TrollsTopia                      | Rhythm & Blues (hangja) | főszereplő (10 epizód)                     |
| 2021      | A filter mögött                       | Nickelodeon's Unfiltered                 | önmaga                  | 1 epizód                                   |
| 2022      |                                       | The Masked Singer                        | Robogirl                | 1 epizód                                   |

## Diszkográfia

### Kislemezek
- will.i.am – I Got It From My Mama (2007)
- will.i.am feat. Snoop Dogg – Donque Song (2007)
- Down Like That (2008)
- Boyfriend's Back (2008)
- Star Now (2009)
- Justin Bieber – Somebody to Love (2010)
- Sassy (2010)
- Cold Hearted Snake (2010)
- Nelly – Just a Dream (2010)
- Boom Kat

## Turnék
- Fanta
- The Black Eyed Peas Black Blue and You Tour Sponsored By Pepsi (2007)
- The Vampire Diaries Tour - Q&A With The Cast (2010)

## Fordítás
- Ez a szócikk részben vagy egészben  a   Katerina Graham című angol Wikipédia-szócikk fordításán alapul.  Az eredeti cikk szerkesztőit annak laptörténete sorolja fel. Ez a jelzés csupán a megfogalmazás eredetét és a szerzői jogokat jelzi, nem szolgál a cikkben szereplő információk forrásmegjelöléseként.